# Dapperheidskruis (Denemarken)

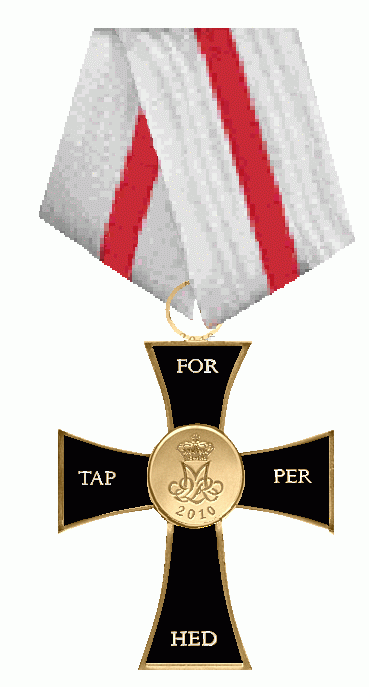
Kruis

Het Kruis voor Dapperheid, (Deens: Tapperhedskors) werd op 18 november 2011 voor het eerst uitgereikt door de stichtster Koningin Margrethe II van Denemarken. Het wordt gedragen aan hetzelfde witte lint met rode middenstreep als de eerder ingestelde Deense Defensiemedaille voor Dapperheid.
Het zwart geëmailleerde gouden kruis draagt op de armen in zilveren letters de woorden "FOR TAPPERHED" en heeft een centraal gouden medaillon met het gekroonde monogram van Margrethe II en het jaartal 2010.

## Achtergrond
De Deense onderscheidingen zijn door de eeuwen steeds aangepast aan de omstandigheden. Hoewel Denemarken in de 19e eeuw tweemaal met Duitsland in oorlog was en in de 20e eeuw door Duitsland werd bezet was er nooit een onderscheiding ingesteld die vergelijkbaar was met het Victoria Cross of de Militaire Willems-Orde. Deze hoogste Deense onderscheiding voor dapperheid, door Margrethe II ingesteld, voorziet in die leemte.

## Ceremonie
De Koningin reikte het eerste kruis persoonlijk uit, de Medaille voor Dapperheid werd zoals voorgeschreven door de Minister van Defensie opgespeld
De voorgedragen militairen werden niet op voorhand van hun benoeming op de hoogte gebracht. Op de eerste uitreiking die met groot militair ceremonieel plaatsvond in de citadel van Kopenhagen werd sergeant der genie Casper Westphalen Mathiesen, uit het Deense ISAF contingent, Hold 9, gedecoreerd. Hij deed dienst in Afghanistan. Een kameraad ontving bij die gelegenheid de Defensiemedaille voor Dapperheid.
Voorwaarde voor het toekennen is een daad van exceptionele moed, in het Deens is er sprake van "den helt ekstraordinære indsats". Deze daad moet "tijdens een gevecht zijn verricht en van dien aard zijn geweest dat de voorgedragen militair onzelfzuchtig handelde op een duidelijk gevaarlijk moment. Het moet om een spectaculair voorbeeld van medewerking en hulp aan anderen gaan waarin het doel het uitvoeren van een belangrijke taak of het redden van de levens van andere mensen is".

## Draaginstructie

Baton

Heren dragen het kruis aan een tot een vijfhoek gevouwen wit zijden lint met een rode baan op de linkerborst. Op klein tenue wordt door militairen een witte baton met een rode baan gedragen. Op het baton is een gouden miniatuur van het medaillon vastgemaakt.
Medailles van Verdienste ·
Medaille voor Langdurige Dienst ·
Medaille "Ingenio et Arti" ·
Medaille voor Nobele Daden ·
Ereteken van het Deense Rode Kruis ·
Medaille van Verdienste voor de Groenlandse Onafhankelijkheid ·
Herinneringsmedaille aan de 70e Verjaardag van Hare Majesteit Koningin Margrethe
Herinneringsmedaille aan de 75e Verjaardag van Prins Henrik

Zie ook: Historische Orden van Denemarken · Onderscheidingen in Denemarken